# Génicourt
Génicourt é uma comuna francesa na região administrativa da Ilha de França, no departamento do Vale do Oise. Estende-se por uma área de 6.44 km². Em 2010 a comuna tinha 532 habitantes (densidade: 82,6 hab./km²).